# Aziz Nesin
Aziz Nesin (pronunciado  [aziz ne.sin], nacido Mehmet Nusret, Heybeliada o Estambul, 20 de diciembre de 1915-Çeşme, 6 de julio de 1995) fue un escritor y humorista turco, autor de más de 100 libros.
Nacido en un tiempo en el que los turcos no tenían apellidos oficiales, tuvo que adoptar uno después de que se aprobara la Ley de Apellidos de 1934. Aunque su familia llevaba el epíteto "Topalosmanoğlu", por un antepasado llamado «Topal Osman», eligió el apellido «Nesin». En turco , Nesin? significa, qué eres?.

## Pseudónimos
Generalmente conocido como Aziz Nesin, el nombre "Aziz" fue originalmente el apodo de su padre, usado por Nesin para el seudónimo bajo el cual comenzó a publicar. Escribió bajo más de cincuenta nombres de pluma, como el seudónimo "Vedia Nesin", el nombre de su primera esposa, que utilizó para los poemas de amor publicados en la revista Yedigün.

## Biografía
Nesin era de origen  tártaro de Crimea. Nació en 1915 en Heybeliada, una de las Islas Príncipe de Estambul, en los días del Imperio Otomano. Después de servir como oficial de carrera durante varios años, se convirtió en el editor de una serie de publicaciones satíricas con un sesgo socialista. Fue encarcelado varias veces y puesto bajo vigilancia por el Servicio de Seguridad Nacional por sus opiniones políticas.
Nesin supuestamente proporcionó una fuerte acusación de la opresión y brutalidad del hombre común. Satirizó la burocracia y «expuso las desigualdades económicas en historias que combinan efectivamente el color local y las verdades universales». Aziz Nesin ha recibido numerosos premios en Turquía, Italia, Bulgaria y la antigua Unión Soviética. Sus obras han sido traducidas a más de treinta idiomas. Durante las últimas partes de su vida, se decía que era el único autor turco que se ganaba la vida con sus libros.
En 1972, fundó la Fundación Nesin. El propósito de la fundación era llevar cada año a cuatro niños pobres e indigentes a la casa de la fundación y proporcionarles todas las necesidades —refugio, educación y capacitación, desde la escuela primaria— hasta completar la escuela secundaria, una escuela de comercio o hasta que ellos adquiriesen una vocación. Aziz Nesin donó a la Fundación Nesin sus derechos de autor de la totalidad para todas sus obras en Turquía u otros países, incluidos todos sus libros publicados, todas las obras que se representarán, todos los derechos de autor para películas y todas sus obras realizadas o utilizadas en radio o televisión.
Aziz Nesin fue un activista político. Después del Golpe de Estado en Turquía de 1980 liderado por Kenan Evren, jefe del Estado Mayor del Ejército turco, Aziz Nesin consiguió que varios intelectuales se rebelasen contra el gobierno militar, emitiendo la Petición de Intelectuales (en turco : Aydınlar Dilekçesi). Era el presidente de Türkiye Yazarlar Sendikası (Unión de escritores turcos).
También fue crítico del Islam. A principios de la década de 1990, comenzó una traducción de la controvertida novela de Salman Rushdie, Los versos satánicos. Esto provocó la indignación de las organizaciones islámicas, que estaban ganando popularidad en toda Turquía, que intentaron perseguirlo. El 2 de julio de 1993, mientras asistía a un festival cultural principalmente de Alevís en la ciudad de Sivas, en el centro de Anatolia, una multitud organizada por islamistas se reunió alrededor del Hotel Madimak, donde se alojaban los asistentes al festival.  Después de horas de asedio, los intrusos incendiaron el hotel, las llamas envolvieron varios pisos inferiores, mientras los camiones de bomberos lograron acercarse, y Aziz Nesin y muchos huéspedes del hotel pudieron escapar. Sin embargo, 37 personas fueron asesinadas. Este evento, también conocido como la masacre de Sivas, fue percibido como censura, y los derechos humanos en Turquía supuestamente fueron interrumpidos en ese momento. También profundizó la brecha entre los musulmanes fundamentalistas y aquellos que consideran infieles.
Dedicó sus últimos años a combatir el fundamentalismo religioso. Aziz Nesin murió el 6 de julio de 1995 debido a un ataque cardíaco, después de un evento de firma de libros en Çeşme, İzmir. Su cuerpo fue enterrado en un lugar desconocido en tierras pertenecientes a la Fundación Nesin, sin ninguna ceremonia, como solicitó en su testamento.

## Traducciones en línea
- Istanbul Boy: The Autobiography of Aziz Nesin, Part I at University of Texas.
- A Patriotic Duty at Boğaziçi University.